# Inno delle nazioni (Verdi)
Inno delle nazioni (hrv. Himna naroda) kantata je Giuseppea Verdija. Skladana je za svjetsku izložbu u Londonu 1862. godine. Tekst je napisao Arrigo Boito. Praizvedba je bila u Kraljevskoj operi u Londonu, a dirigirao je Luigi Arditi. Kantatom je Verdi izraziio želju za mirom i bratstvom među narodeima. Kantata traje nešto više od deset minuta.

## Nastanak
Za svjetsku izložbu u Londonu 1862. sastavljena je komisija, s po jednim skladateljem iz Njemačke (Giacomo Meyerbeer), Francuske (Daniel-François-Espirit Auber), Velike Britanije (William Sterndale Bennett) i iz novoosnovanoga Talijanskog kraljevstva da sklada svečanu skladbu. Isprva je Gioachino Rossini trebao biti predstavnik Italije, no on je odbio, pa je nakon toga odluka pala na Verdija. Za to vrijeme Verdi je radio na završetku skladanja opere "La forza del destino" ("Moć sudbine")

## Libreto
Zbor:
Gloria pel cieli altissimi,
Pei culminosi monti,
Pel limpidi orizzonti
Gemmati dí splendor.
In questo dí giocondo
Balzi di gioia il mondo,
Perchè vicino agli uomini
È il regno dell Amor,
Gloria! I venturi popli
Ne cantin la memoria,
Gloria pel cieli! … Gloria!"
Tenor:
Spettacolo sublime! … ecco … dai lidi
Remoti della terra, ove rifulge
Cocentemente il sol, ove distende
Bianco manto la neve, una migrante
Schiera di navi remigar per l acque
Degli ampli oceani, ed affollarsi tutte
Verso un magico Tempio, ed in quel Tempio
Spandere a mille a mille i portentosì
Miracoli del genio! … E fuvvi un giorno
Che passò furïando, quel bïeco
Fantasma della guerra; allora udissi
Un cozzar d armi, un saettar di spade,
Un tempestar di carri e di corsieri,
Un grido di trionfo … e un uluante
Urlo … e colà ove fumò di sangue
Il campo di battaglia, un luttuoso
Campo santo levarsì, eun elegia
Di preghiere, di pianti e di lamenti …
Ma in oggi un soffio di serena Dea
Spense quell ire, e se vi fur in campo
Avversarii crudeli, oggi non v ha
In quel Tempio che Umana Fratellanza,
E a Dio che l volle alziam di laudi un canto.
Signor, che sulla terra
Rugiade spargi e fior
E nembi di fulgori
E balsami d amor;
Fa che la pace torni
Coi benedetti giorni,
E un mondo di fratelli
Sarà, la terra allor.
Salve, Inghilterra, Regina dei mari
Di libertà vessillo antico! … Oh, Francia,
Tu, che spargesti il generoso sangue
Per una terra incatenata, salve, oh Francia, salve!
Oh Italia, oh Italia, oh Patria mia tradita,
Che il cielo benigno ti sia propizio ancora,
Fino a quel dí che libera tu ancor risorga al sole!
Oh Italia, oh Italia, oh Patria mia!"